# Väisälä 1
Väisälä 1 (40P/Väisälä 1) är en periodisk komet som upptäcktes 8 februari 1939 av Yrjö Väisälä i Åbo. Denna första observation visade dock bara upp vad som först verkade vara en asteroid. Bilder på asteroiden hittades som tagits redan 19 januari. Den 14 mars togs slutligen bilder som visade att det egentligen rörde sig om en komet.
Kometen var som ljusast under mars och april då den nådde magnitud 14 enligt vissa observationer.
Med hjälp av de beräkningar som Liisi Oterma gjort kunde Antonín Mrkos återfinna kometen 1949. Sedan dess har kometen observerats vid varje perihelipassage, men den har aldrig varit särskilt framträdande. De bäst synliga har varit de 1960 och 1993 då de nådde magnitud 14. 
Nära passager med Jupiter hände 1961 då omloppstiden ökade något. 1973 minskade omloppstiden av samma orsak.